# گویرچین ویسل‌لی
گویرچین ویسال‌لی (ترکی آذربایجانی: Göyərçin Veysəlli) یک منطقهٔ مسکونی در جمهوری آرتساخ است که در استان هادروت واقع شده‌است.